# Stazione di Kuba
La stazione di Kuba (玖波?, Kuba-eki) è una stazione ferroviaria situata nella città di Ōtake, nella prefettura di Hiroshima in Giappone. Si trova lungo la linea principale Sanyō della JR West.

## Linee e servizi
JR West
■ Linea principale Sanyō

## Caratteristiche
La stazione è dotata di due marciapiedi laterali con due binari in superficie collegati da sovrappassaggio. La stazione supporta la bigliettazione elettronica ICOCA ed è dotata di tornelli di accesso.
| 1 | ■ Linea principale Sanyō | per Iwakuni e Yanai                   |
| 2 | ■ Linea principale Sanyō | per Miyajimaguchi, Hiroshima e Mihara |

## Stazioni adiacenti
| «                                | Servizio               | »                      |
| Linea principale Sanyō           | Linea principale Sanyō | Linea principale Sanyō |
| -------------------------------- | ---------------------- | ---------------------- |
| Ōnoura                           | Locale                 | Ōtake                  |
| Il rapido Tsūkin Liner non ferma |                        |                        |